# 若松屋与四郎
若松屋 与四郎（わかまつや よしろう、生没年不詳）は江戸時代の江戸の地本問屋。

## 来歴
文化から文政年間に江戸の芝神明前宇田川町において地本問屋を営業している。文政7年（1824年）に刊行された『江戸買物独案内』に取扱い商品として「絵半切 千代紙 錦絵」とある。2代目喜多川歌麿、渓斎英泉、勝川春亭、歌川国貞の錦絵を出版している。
なお、商標＾の下に中が小山屋半五郎と同一であった。

## 作品
- 2代目喜多川歌麿 「江戸花名所風俗」 中判 錦絵 文化中後期
- 2代目喜多川歌麿 「雪月花美人」
- 渓斎英泉 「美人音曲松の葉」
- 渓斎英泉「五節美人合」
- 勝川春亭 「近江八景」 横中判 錦絵揃物 文化文政
- 歌川国貞 「坂東三津五郎の物ぐさ太郎」 大判 錦絵 文政8年